# Ghazala Azmat
Ghazala Yasmeen Azmat (geboren 1979; gestorben am 7. Juni 2025) war eine Ökonomin und Hochschullehrerin.

## Leben und Wirken
Nach dem Studium der Volkswirtschaftslehre an der London School of Economics und dem University College London promovierte Azmat 2006 an der LSE, wobei sie von Alan Manning betreut wurde. Anschließend war sie zunächst an der Universitat Pompeu Fabra in Barcelona und dann an der Queen Mary University of London als Hochschullehrerin tätig. 2016 wechselte sie auf eine Professur an Sciences Po, wo sie bis zu ihrem Tod wirkte.
Azmat forschte im Bereich der Angewandten Mikroökonomik, insbesondere zur Arbeitsmarktökonomik, Bildungsökonomik und zum Organizational Behavior. Ein Schwerpunkt ihrer Arbeit war die Geschlechterungleichheit auf dem Arbeitsmarkt. Diesem Thema widmete sie sich beispielsweise in einer einflussreichen Studie, die 2017 im Journal of Political Economy veröffentlicht wurde. Darin analysierte sie neuartige Daten zu den Karriereverläufen von Juristinnen und Juristen und zeigte auf, welche Rolle Karriereaspirationen für Leistungs- und Einkommensunterschiede zwischen den Geschlechtern spielen. Daneben forschte Azmat auch zur Bildungsökonomik, wobei sie sowohl Feldexperimente als auch ökonometrische Methoden anwandte. Ein Schwerpunkt hier war die Frage, wie die Leistung und Motivation von Schülern und Studenten auf die Bereitstellung von vergleichendem Leistungsfeedback reagieren. Außerdem forschte sie dazu, wie sich Geschlechterunterschiede in Prüfungssituationen je nach der Bedeutung der Prüfung unterscheiden. 2022 erhielt sie einen ERC Consolidator Grant für ein Projekt zu den Auswirkungen von strukturellen Beschränkungen bei Bildungsentscheidungen auf ökonomische Ungleichheit.
Azmat war Mitglied zahlreicher professioneller Vereinigungen und Institute, darunter die Europäische Ökonomische Vereinigung, das Centre for Economic Policy Research, das Centre for Economic Performance, IZA und das Institut universitaire de France.
Sie war mit dem Ökonomen Vicente Cuñat verheiratet und hatte zwei Kinder.
Zu ihrem Andenken schuf der Fachbereich Wirtschaftswissenschaften der Sciences Po den Ghazala Azmat Award, der an Nachwuchswissenschaftler verliehen werden soll, die zur wirtschaftswissenschaftlichen Analyse von Diskriminierung, Geschlechterverhältnissen, Bildung und Organisationsstrukturen forschen.

## Schriften (Auswahl)
- mit Maia Guell und Alan Manning: Gender gaps in unemployment rates in OECD countries. In: Journal of Labor Economics 24 (2006), S. 1–37
- mit Nagorre Iriberri: The importance of relative performance feedback information. Evidence from a natural experiment using high school students. In: Journal of Public Economics, 94 (2010), S. 435–452
- mit José Apesteguía und Nagorre Iriberri: The impact of gender composition on team performance and decision making: Evidence from the field. In: Management Science, 58 (2012), S. 78–93
- mit Barbara Petrongolo: Gender and the labor market. What have we learned from field and lab experiments?. In: Labour Economics 30 (2014), S. 32–40
- mit Catarina Calsamiglia und Nagore Iriberri: Gender Differences in Response to Big Stakes. In: Journal of the European Economic Association 14 (2016), S. 1372–1400
- mit Nagore Iriberri: The provision of relative performance feedback: An analysis of performance and satisfaction. In: Journal of Economics & Management Strategy 25 (2016), S. 77–110
- mit Rosa Ferrer: Gender gaps in performance. Evidence from young lawyers In: Journal of Political Economy 125 (2017), S. 1306–1355
- mit Manuel Bagues, Antonio Cabrales und Nagorre Iriberri: What you don’t know… can’t hurt you? A natural field experiment on relative performance feedback in higher education. In: Management Science, 65 (2019), S. 3714–3736